# Spalacja
Spalacja lub kruszenie (kruszenie jądra atomowego; ang. spallation) to w fizyce jądrowej proces, w którym ciężkie jądro atomowe emituje kilka nukleonów w wyniku zderzenia (bombardowania) protonami o bardzo dużej energii (większej od setek keV). W wyniku tego procesu masa atomowa bombardowanego jądra zmniejsza się. Jest to proces jądrowy polegający na szybkim, prawie natychmiastowym (w odróżnieniu od procesów opóźnionych, takich jak rozszczepienie jądra) rozbiciu jądra na wielką liczbę swobodnych nukleonów lub bardzo lekkich fragmentów jądrowych (jak np. cząstki alfa).

Proces spalacji przeprowadzany jest w laboratoriach, przebiega też naturalnie w atmosferze Ziemi w wyniku bombardowania atomów atmosfery przez promieniowanie kosmiczne. W podobny sposób zachodzi też na powierzchni Księżyca, komet, asteroid. Ma miejsce również we wnętrzu gwiazd. Zjawiskiem tym próbuje się wyjaśnić różnice w proporcjach występowania izotopów pierwiastków przewidywane przez procesy fizyczne tworzenia jąder atomowych, a występujących naturalnie na Ziemi i w kosmosie.
Zjawisko to może być używane jako źródło neutronów. Atomy rtęci, ołowiu lub podobne, bombardowane protonami o energii rzędu 1 GeV, wytwarzają od 20 do 30 neutronów w wyniku jednego zderzenia. Neutrony te mogą być wykorzystywane do rozszczepiania jąder atomowych pierwiastków, które nie ulegają spontanicznemu rozszczepieniu, inicjującemu reakcję łańcuchową, np. tor. Tanie źródło neutronów może pozwolić na konstrukcję reaktorów, w których paliwa jest mniej niż masa krytyczna, można też przedłużyć okres używania częściowo wypalonego paliwa. Przewiduje się użycie neutronów do redukcji niebezpiecznych promieniotwórczych jąder w odpadach elektrowni atomowych.
W Stanach Zjednoczonych zbudowano oparte na spalacji źródło neutronów - Spallation Neutron Source (SNS). Uruchomienie pierwszych urządzeń nastąpiło w 2007 roku, kolejne urządzenia NS oddawano do użytku do 2011 roku. Po uruchomieniu SNS było najsilniejszym impulsowym źródłem neutronów zbudowanym przez człowieka. Urządzenie to jest wykorzystywane do celów naukowo-badawczych, do badania rozpraszania neutronów oraz do usprawniania wytwarzania neutronów. Jeszcze silniejsze źródło neutronów, Europejskie Źródło Spalacyjne, powstaje w Szwecji.